# Nippotaenia fragilis
Nippotaenia fragilis är en plattmaskart som beskrevs av Hine 1977. Nippotaenia fragilis ingår i släktet Nippotaenia och familjen Nippotaeniidae. Inga underarter finns listade i Catalogue of Life.